# سمير التلميذ (مجلة)
مجلة سمير التلميذ هي مجلة مصرية شهرية، تصدر عن الفصول التجريبية الملحقة بمعهد التربية، صدر العدد الأول منها في مايو 1933م، يُذكر في المجلة أنَّ هدفها «تحبيب القراءة إلى الأطفال، وتهذيب العقول والتسلية في أوقات الفراغ بما تحتوي عليه من موضوعات علمية وأدبيَّة وحكايات ورسوم وأشغال يدوية لذيذة».
المجلة مُوجَّهة إلى التلاميذ الصغار، عدد صفحات المجلة 28 صفحة ذات قطع 19×26سم. تعتمد المجلة في النصف الأول من صفحاتها على قصص لشخصياتها، وفي الجزء الثاني تهتم بالأنشطة المتعددة للطلاب في الكشافة والتجارب العلمية بالإضافة إلى معلومات مهمة مثل تاريخ العلم المصري، ثم الفكاهات وقصص قصيرة.
تخلو المجلة من الحكايات الكرتونية، ويهدف باب التسلية إلى اختبار دقة الملاحظة، والمجلة لا تباع، وليس هناك إشارة للسعر في أي من صفحاتها.

## لجنة التحرير
أمين سامي حسونة
إسماعيل محمود القباني
محمد عبد الهادي
محمد شفيق الجنيدي
سيد أحمد خليل